# Acantholochus lamellatus
Acantholochus lamellatus is een eenoogkreeftjessoort uit de familie van de Bomolochidae. De wetenschappelijke naam van de soort is voor het eerst geldig gepubliceerd in 2013 door Paschoal, Cezar & Luque.